# Wenn der Mond auf die Erde stürzt
Wenn der Mond auf die Erde stürzt ist ein US-amerikanischer Science-Fiction- und Katastrophenfilm unter der Regie von Terry Cunningham aus dem Jahr 2006. Das Drehbuch schrieb Michael Konyves.

## Handlung
Ein heftiger Meteoriten-Einschlag auf dem Mond hinterlässt einen breiten und tiefen Riss auf dessen Oberfläche. Bruchstücke des Himmelskörpers schlagen als Meteoriten auf der Erde ein und richten verheerende Schäden an. Der Mond verliert an Masse und verlässt infolge des Einschlags seine gewohnte Umlaufbahn; die Wissenschaftler befürchten, dass der Mond als Ganzes auf die Erde stürzen und sämtliches Leben vernichten könnte. Bereits jetzt verursacht der sich der Erde annähernde Himmelskörper Flutkatastrophen und heftige Stürme auf dem gesamten Globus.
Die wissenschaftliche Expertin Dr. Lana Gale glaubt, dass durch eine Sprengung der Riss auf dem Mond geschlossen werden könnte, während andere Kollegen der Meinung sind, der Mond könne „sich selber heilen“, da ähnliche Vorgänge bereits auf dem Uranus-Mond Miranda beobachtet worden wären.
In dem Abbruch- und Sprengspezialisten John Redding findet Dr. Gale den nach ihrer Meinung besten Experten für die Mondrettungsmission. Trotz heftigen Unwetters an der Startrampe des Space Shuttle will man im Kontrollzentrum in Houston den Start in den nächsten 48 Stunden wagen, da die Zeit drängt. So fliegt die dreiköpfige Crew inklusive John Redding zum Mond und muss auf dem Weg dorthin das Shuttle sicher durch ein Trümmerfeld manövrieren.
Die Besatzung fliegt mit dem Shuttle in den Riss und wirft die beiden Raketen des Nuklearantriebs ab, um die Sprengwirkung der mitgeführten Atombomben zu verstärken. Außerdem soll ein „MAG“ genanntes – von einem Wissenschaftler entwickeltes Gerät – ein starkes magnetisches Feld in der Mondspalte erzeugen, was das Schließen des Risses bewirken soll.
Tatsächlich gelingt die Mission und der Riss schließt sich; die Wissenschaftler stellen fest, dass der Mond wieder auf seine gewohnte Umlaufbahn zurückkehrt, womit die Erde vor einer Katastrophe gerettet ist.

## Hintergrund
Drehort des Films war Hamilton in Ontario (Kanada).

## Kritik
„Ziemlich dreist, wie lustlos der Billigfilmer Terry Cunningham […] diese ‚Armageddon‘-Kopie hingerotzt hat. Fazit: Houston, dieser Müll ist ein Problem!“